# Muzeul de Istorie din Cracovia

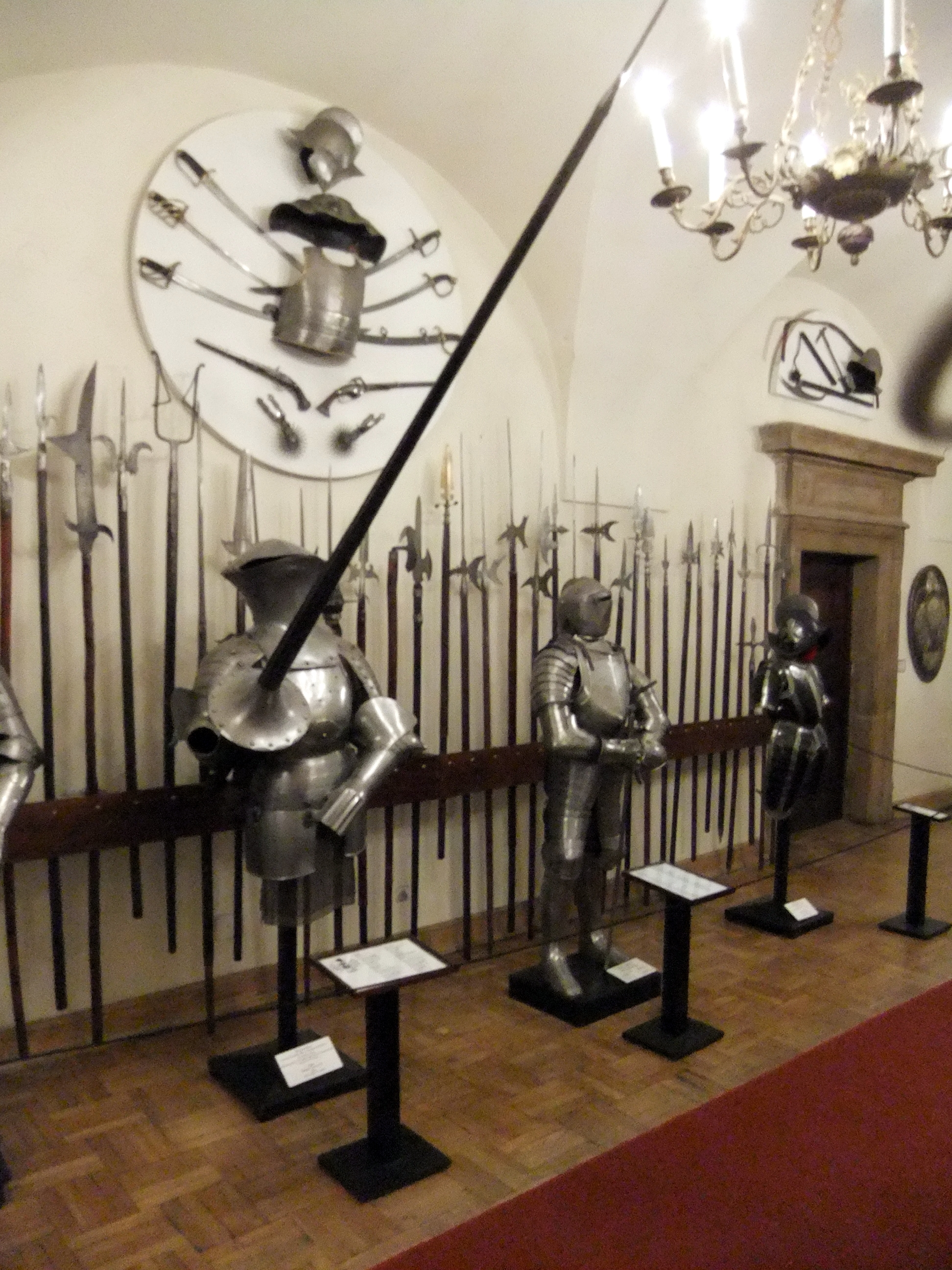
Fragment din expoziţie

Muzeul de Istorie din Cracovia (în poloneză Muzeum Historyczne Miasta Krakowa), Polonia, este un muzeu care se află în palatul baroc Krzysztofory, în perioada 1640-1649 proprietatea șambelanului Adam Kazanowski, care a finanțat și construcția palatului.
Palatul a fost realizat prin alipirea a trei case construite în stil gotic în Piața Principală.  Prima îmbunătățire majoră al palatului a fost realizat de arhitectul Jakub Solari în perioada 1682-1684. Una dintre caracteristicile sale unice este stucul realizat de arhitectul italian Baldassare Fontana care în acea perioadă lucra în Cracovia. Spre sfârșitul secolului al XIX-lea, etajul principal a fost preluat restaurantul popular Pod Palma fondat de Antoni Hawełka, furnizor al Curții imperiale de la Viena.

## Organizarea muzeului
Muzeul de Istorie este format din 14 departamente împărțite în tot orașul, inclusiv filiala principală, precum și: 
- Sinagoga Veche,
- Fabrica lui Oskar Schindler,
- Farmacia lui Tadeusz Pankiewicz,
- strada Pomorska cu închisoarea Gestapoului,
- Conacul Hipolit,
- Turnul Primăriei,
- Turnul de pază (Barbakan),
- Poarta Florian,
- Celestat ,
- Muzeul Nowa Huta,
- Conacul Zwierzyniecki,
- și tunelele de sub Piața Principală